# 马尔沃利斯
马尔沃利斯（法語：Marvelise，法語發音：[maʁvəliz]）是法国杜省的一个市镇，属于蒙贝利亚尔区。

## 地理
马尔沃利斯（47°31'20"N, 6°35'32"E）面积4.21 平方千米，位于法国勃艮第-弗朗什-孔泰大區杜省，该省份为法国东部内陆省份，北起上索恩省，西接汝拉省，东部及东南部与瑞士接壤，东北部与贝尔福地区省接壤。
与马尔沃利斯接壤的市镇（或旧市镇、城区）包括：热蒙瓦勒、奥南、贝勒方丹。

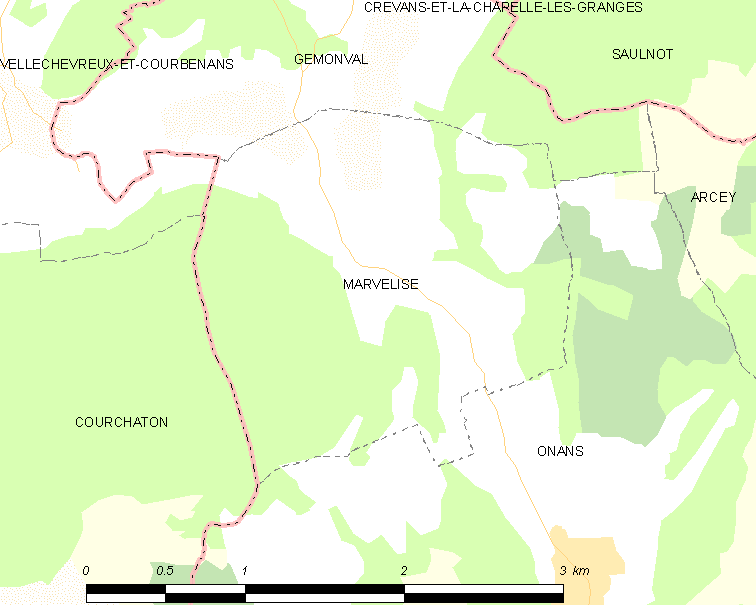
马尔沃利斯的OSM定位图

马尔沃利斯的时区为UTC+01:00、UTC+02:00（夏令时）。

## 行政
马尔沃利斯的邮政编码为25250，INSEE市镇编码为25369。

## 政治
马尔沃利斯所属的省级选区为巴旺县。

## 人口

1962-2008年间马尔沃利斯人口变化图示

马尔沃利斯于2022年1月1日时的人口数量为150人。